# 学校法人国際学園 (神奈川県)
学校法人国際学園（がっこうほうじんこくさいがくえん）は、神奈川県横浜市青葉区さつきが丘に本部を置く日本の学校法人。

## 沿革
- 1981年
  - 学校法人長谷川学園設立[1]
- 1985年
  - 学校法人国際学園に改称[2]
- 1987年
  - 横浜国際福祉専門学校の設置認可（2018年3月閉校）
- 1999年
  - 日本初の学習センター方式である星槎国際高等学校を開校
  - 星槎国際高等学校の学習センターを札幌（現・本部校）、横浜、大阪、福井に開設
- 2003年
  - 静岡県の学校法人青葉台幼稚園と合併
  - 星槎国際高等学校に専攻科を開設
- 2004年
  - 芦別市に星槎大学を開学
- 2005年
  - 神奈川県に全日制の星槎中学校を開校
- 2006年
  - 神奈川県に全日制の星槎高等学校を開校
- 2012年
  - 愛知県名古屋市に星槎名古屋中学校を開校
- 2014年
  - 日本教育大学院大学を、株式会社栄光から移管され、運営を開始
  - 北海道札幌市に星槎もみじ中学校を開校
- 2015年
  - 学校法人北海道櫻井産業学園（現・学校法人北海道星槎学園）と包括連携協定締結
- 2017年
  - 日本教育大学院大学を継承する形で星槎大学大学院教育実践研究科を開設
- 2021年
  - 学校法人星槎こども園 KIDS planetに2園の運営を移管
- 2022年
  - 学校法人星槎に星槎中学校・高等学校及び星槎名古屋中学校の運営を移管

## 設置校

### 現在設置している学校
- 星槎大学
- 星槎国際高等学校
- 星槎もみじ中学校

### グループ内他法人に移管された学校
- 星槎高等学校
- 星槎中学校
- 星槎名古屋中学校
- ピーターパン幼稚園
- 青葉台幼稚園

## 関連法人

### 学校法人
- 学校法人北海道星槎学園（星槎道都大学を運営）
- 学校法人星槎こども園 KIDS planet
- 学校法人星槎

### NPO法人
- 星槎教育研究所
- フトゥーロ
- 打鼓音
- 劇団新制作座
- 星槎さっぽろ教育センター

### 農業生産法人
- 星の島

### 公益財団法人
- 世界こども財団

### 社会福祉法人
- 社会福祉法人星槎
  - 野川南台保育園
  - ティンクル上野川保育園
  - ティンクル瀬谷保育園
  - ティンクルくぬぎ坂保育園

### 一般社団法人
- 星槎湘南大磯総合型スポーツクラブ
- 星槎箱根仙石原総合型スポーツクラブ
- スペースウェザー協会
- 外国人介護福祉士協会

### 有限会社
- 湘南マジックウェイブ

### その他
- 星槎グループ